# MC☆ニガリa.k.a赤い稲妻
MC☆ニガリa.k.a赤い稲妻（エムシーニガリ エーケーエー あかいいなずま、1996年12月30日 - ）は、日本のラッパー。長野県伊那市出身。本名は羽柴教生（はしばかずき）。

## 人物概要
高校生ラップ選手権第6回大会、第7回大会と2連覇をした経歴を持つ。テレビ朝日系列のラップ番組「フリースタイルダンジョン」にも出演。1度目は1stバトルで初代モンスター(現ラスボス)のR-指定と当たり、第1ラウンドクリティカルで敗北した。2度目は1stバトルで初代モンスター、T-Pablowと当たり、第3ラウンドまでもつれ込む接戦となったが、敗北した。その後、チームニガマムシとして、じょうとRude-αと出場。初代モンスターを次々と倒し、ラスボス般若まで到達するが敗北を喫した。4度目の出場では、裂固、呂布カルマ、崇勲、輪入道と2代目モンスターを次々と倒し、ラスボス般若と再び対戦(1度目はじょうが般若と戦った)。見事に勝利し、史上3人目のダンジョン制覇を果たした。しかしそこで得た100万円は食費へと消えてしまったという。その後、モンスター維新軍として再び出演している。2021年のULTIMATE MC BATTLEでは茨城県代表としてUMB GRAND CHAMPIONSHIPに出場し、初優勝した。

## MCバトル 戦歴
高校生ラップ選手権
- 2014年 第6大会 - 優勝
- 2015年 第7大会 - 優勝（2連覇）

SPOTLIGHT
- 2021年 SPOTLIGHT 2021 優勝
- 2023年 SPOTLIGHT 2023 大阪編 at Zepp Osaka 優勝

ULTIMATE MC BATTLE
- 2021年 UMB2021 優勝

## ディスコグラフィ

### シングル
| タイトル                                | リリース日     | レーベル      |       |
| --------------------------------------- | -------------- | ------------- | ----- |
| GET UP                                  | 2018年1月31日  | Libra Records | [ 5 ] |
| Back In the Mountain                    | 2018年2月7日   | Libra Records | [ 6 ] |
| TIME FLIES                              | 2019年2月3日   | Libra Records | [ 7 ] |
| SKY WIND                                | 2019年12月20日 | Libra Records | [ 8 ] |
| 5Z (feat. JAYPAY, じょう, 裂固 & SKRYU) | 2021年7月2日   | UMB Records   | [ 9 ] |

### 参加楽曲
| アーティスト | 曲                                                | アルバム                                          | リリース日     | レーベル  |        |
| ------------ | ------------------------------------------------- | ------------------------------------------------- | -------------- | --------- | ------ |
| KEN THE 390  | 真っ向勝負 feat. MC☆ニガリ a.k.a 赤い稲妻, KOPERU | 真っ向勝負 feat. MC☆ニガリ a.k.a 赤い稲妻, KOPERU | 2015年12月18日 | DREAM BOY | [ 10 ] |

## 出演

### 吹替え
- SING/シング（2017年）リチャード 役[11]